# Karby, Tierps kommun
Karby, småort i Vendels socken i Tierps kommun, Uppland.
Länsväg C 714 passerar genom Karby, som ligger någon kilometer söder om Vendels kyrka. 

## Historia
Karby omtalas första gången i markgäldsförteckningen 1312, då fanns här 4 (eller möjligen 6) skattande bönder. Agneta Eriksdotter (Krummedige) sålde 1451 jord i Karby. 1453 ärvde Karl Knutsson (Bonde), som var Agnetas man Sten Turesson (Bielke)s fosterson 7 öresland i Karby. I senare tvist anges det att Sten Turesson skall ha haft skulder till Karl Knutsson och det var därför han lade sig till med jorden. 1457 anges byn bestå av 11 gårdar på tillsammans 7 öresland och tillhörde Karl Knutsson. 1471 stämdes Karl Knutssons arvinge Erik Eriksson (Gyllenstierna) d.ä. av Johan Kristiernsson (Vasa) för Karl Knutsson olagligen skall ha lagt sig till med Karby-delen av jorden till Örbyhus slott. Han lyckades dock inte vinna, och 1491 gör han ett nytt försök, där 12 Vendelsbor vittnar att Karby sedan gammalt legat under Örby 'av ålder'. Karby ärvdes senare Erik Erikssons son Nils Eriksson (Gyllenstierna) som gav byn i morgongåva till sin hustru Sigrid Eskilsdotter Banér. Den ärvdes senare av hans dotter Kristina Nilsdotter (Gyllenstierna).
Hennes son Svante Sture d.y. var senare ägare till byn.

## Samhället
Karby är en typisk radby och nämns i riksintresset runt Vendel.
Byn har, i övrigt, ett missionshus samt ett gammalt, numera nedlagt, värdshus. Här har tidigare också funnits en lanthandel.